# 소시에테 제네랄
소시에테 제네랄(프랑스어: Société Générale, 유로넥스트: GLE)은행은 프랑스의 금융그룹이다. 그룹본부는 프랑스 파리 근교 오-드-센의 뇌이(Neuilly-sur-Seine)시의 라 데팡스(La Défense)에 위치하고 있으며 소매금융과 기업금융, 투자운용업을 주력사업으로 하고 있다.
프랑스에서 가장 오래된 은행 중 하나로 1864년 제2제정 시절 설립되었다.

## 역사
- 1864년 - 제2제정 시절에 의해 설립되었다.
- 1945년 - 국유화되었으며, 국가가 단일 주주가 되었다.
- 1987년 - 민영화되었다.

## 금융사고
2008년 소시에테 제네랄 은행의 선물딜러인 제롬 케르비엘에 의한 선물거래로 인해 49억 유로(71억 달러)의 손실이 발생하였다.
제롬은 은행 안에 비밀 사업체를 세우고 선물상품을 투자하다가 회사측에 71억 달러(한국돈으로 약 7조원)에 달하는 피해를 주었다. 이는 개인이 일으킨 금융사고로는 세계에서 가장 큰 규모의 사고로, 피해금액은 영국 베어링 은행을 외환파생상품 거래로 파산시킨 닉 리슨이 입힌 12억 달러보다도 큰 액수이다.
소시에테 제네랄 은행은 제롬이 다른 거래인의 명의를 도용해, 단독으로 선물상품 투자했다가 이 같은 손실을 냈다고 사고경위를 설명했으며, 제롬은 사표를 낸 상태이다. 다니엘 부통 최고 경영자도 회사를 그만두려고 했으나 이사회에서 반려되었다. 한편 소액주주를 포함한 100명이상의 주주들은 회사에 대해 소송을 할 예정이다.

## 같이 보기
- BNP 파리바
- 크레디 아그리콜